# 吉川博敏
吉川 博敏（よしかわ ひろとし、1953年 - ）は、元アマチュア野球選手（内野手、外野手）、野球指導者。

## 来歴・人物
天理高等学校卒業後に同志社大学に入学する。
関西六大学野球リーグでは同期のエース田尾安志を擁し、1973年の春秋季連覇と1975年秋季リーグの優勝を経験する。
大学卒業後は社会人野球の日本新薬に入社。1979年の都市対抗に二番打者、三塁手として出場。2回戦で日産自動車に敗退。1980年の都市対抗も2回戦で川崎製鉄千葉に敗れる。1982年の都市対抗では選手兼監督を務め、その後も監督を続ける。
1997年から母校の同志社大学のコーチを務め、2000年には監督に就任し、2003年秋季リーグでチームを10年ぶりの優勝に導いた。しかし、2008年4月下旬に上級生部員から下級生部員に対しての暴力行為があったことが判明。大学側は部に処分を強く求め、吉川は7月4日付で引責辞任した。
その後は、大和高田クラブの監督を経て、2014年から神戸国際大学の監督を務めている。2020年には、阪神大学野球リーグで創部30年目に初めて1部昇格を果たした。